# Ernst Strasser
Ernst Strasser, né le 29 avril 1956, est un homme politique autrichien. Ministre de l'intérieur de son pays de 2000 à 2004, il a ensuite été élu député européen pour le parti Parti populaire autrichien. Il a donné sa démission le 20 mars 2011 après avoir été filmé par une équipe de journalistes du Sunday Times en train d'accepter un versement de 100 000 euros par an pour proposer des amendements aux textes discutés au Parlement,.